# Doucier
Doucier est une commune française située dans le département du Jura, dans la région culturelle et historique de Franche-Comté et la région administrative Bourgogne-Franche-Comté.

## Géographie
Doucier est traversé par le Hérisson, cours d'eau ayant un bassin versant de 49 km2. Une plage aménagée donnant sur le lac de Chalain est accessible avant l'entrée du village (payant).
Le village est situé à proximité des cascades du Hérisson, de la Cascade de la Frasnée, des Grottes de Baume, du lac de Vouglans, Doucier est un lieu de villégiature prisé.

### Cadre géologique
La commune de Doucier s'inscrit dans la grande région naturelle du Jura externe, où elle s'est installée en pied de versant du plateau de Champagnole séparé du plateau de Lons-le-Saunier par la côte de l'Heute dominant la combe d'Ain. Au débouché de la reculée du Hérisson qui entaille la corniche du plateau de Champagnole sur la bordure Est de cette combe, le village s'est implanté en bordure d'une butte morainique en forme de croissant qui ferme la reculée à l'Ouest.

Carte géologique simplifiée des unités structurales du massif du Jura.
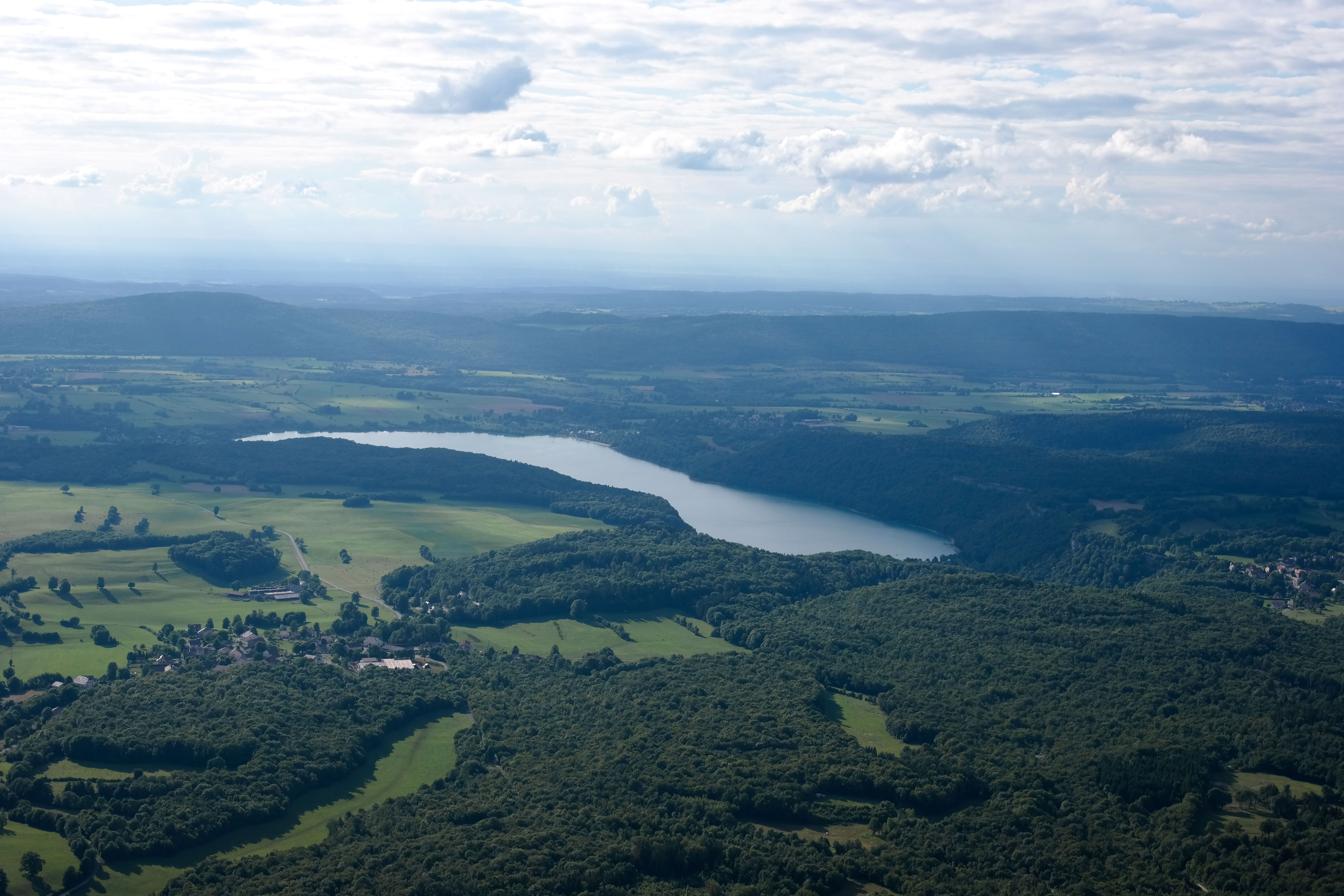
Le lac de Chalain occupe la reculée.

### Climat
Pour des articles plus généraux, voir Climat de la Bourgogne-Franche-Comté et Climat du département du Jura.
En 2010, le climat de la commune est de type climat de montagne, selon une étude du Centre national de la recherche scientifique s'appuyant sur une série de données couvrant la période 1971-2000. En 2020, Météo-France publie une typologie des climats de la France métropolitaine dans laquelle la commune est exposée à un climat semi-continental et est dans la région climatique  Jura, caractérisée par une forte pluviométrie en toutes saisons (1 000 à 1 500 mm/an), des hivers rigoureux et un ensoleillement médiocre. 
Pour la période 1971-2000, la température annuelle moyenne est de 9,2 °C, avec une amplitude thermique annuelle de 16,8 °C. Le cumul annuel moyen de précipitations est de 1 575 mm, avec 13,5 jours de précipitations en janvier et 9,9 jours en juillet. Pour la période 1991-2020, la température moyenne annuelle observée sur la station météorologique de Météo-France la plus proche, « Cogna », sur la commune de Cogna à 8 km à vol d'oiseau, est de 10,8 °C et le cumul annuel moyen de précipitations est de 1 557,5 mm. 
La température maximale relevée sur cette station est de 39 °C, atteinte le 12 août 2003 ; la température minimale est de −18,5 °C, atteinte le 6 février 2012,,. 
Les paramètres climatiques de la commune ont été estimés pour le milieu du siècle (2041-2070) selon différents scénarios d'émission de gaz à effet de serre à partir des nouvelles projections climatiques de référence DRIAS-2020. Ils sont consultables sur un site dédié publié par Météo-France en novembre 2022.

## Urbanisme

### Typologie
Au 1er janvier 2024, Doucier est catégorisée commune rurale à habitat dispersé, selon la nouvelle grille communale de densité à sept niveaux définie par l'Insee en 2022.
Elle est située hors unité urbaine et hors attraction des villes,.

### Occupation des sols
L'occupation des sols de la commune, telle qu'elle ressort de la base de données européenne d’occupation biophysique des sols Corine Land Cover (CLC), est marquée par l'importance des territoires agricoles (48,5 % en 2018), en diminution par rapport à 1990 (50,8 %). La répartition détaillée en 2018 est la suivante : 
forêts (33,5 %), terres arables (21,7 %), zones agricoles hétérogènes (15,6 %), prairies (11,2 %), zones humides intérieures (6,1 %), eaux continentales (5,2 %), espaces verts artificialisés, non agricoles (3,5 %), zones urbanisées (3,2 %). L'évolution de l’occupation des sols de la commune et de ses infrastructures peut être observée sur les différentes représentations cartographiques du territoire : la carte de Cassini (XVIIIe siècle), la carte d'état-major (1820-1866) et les cartes ou photos aériennes de l'IGN pour la période actuelle (1950 à aujourd'hui).

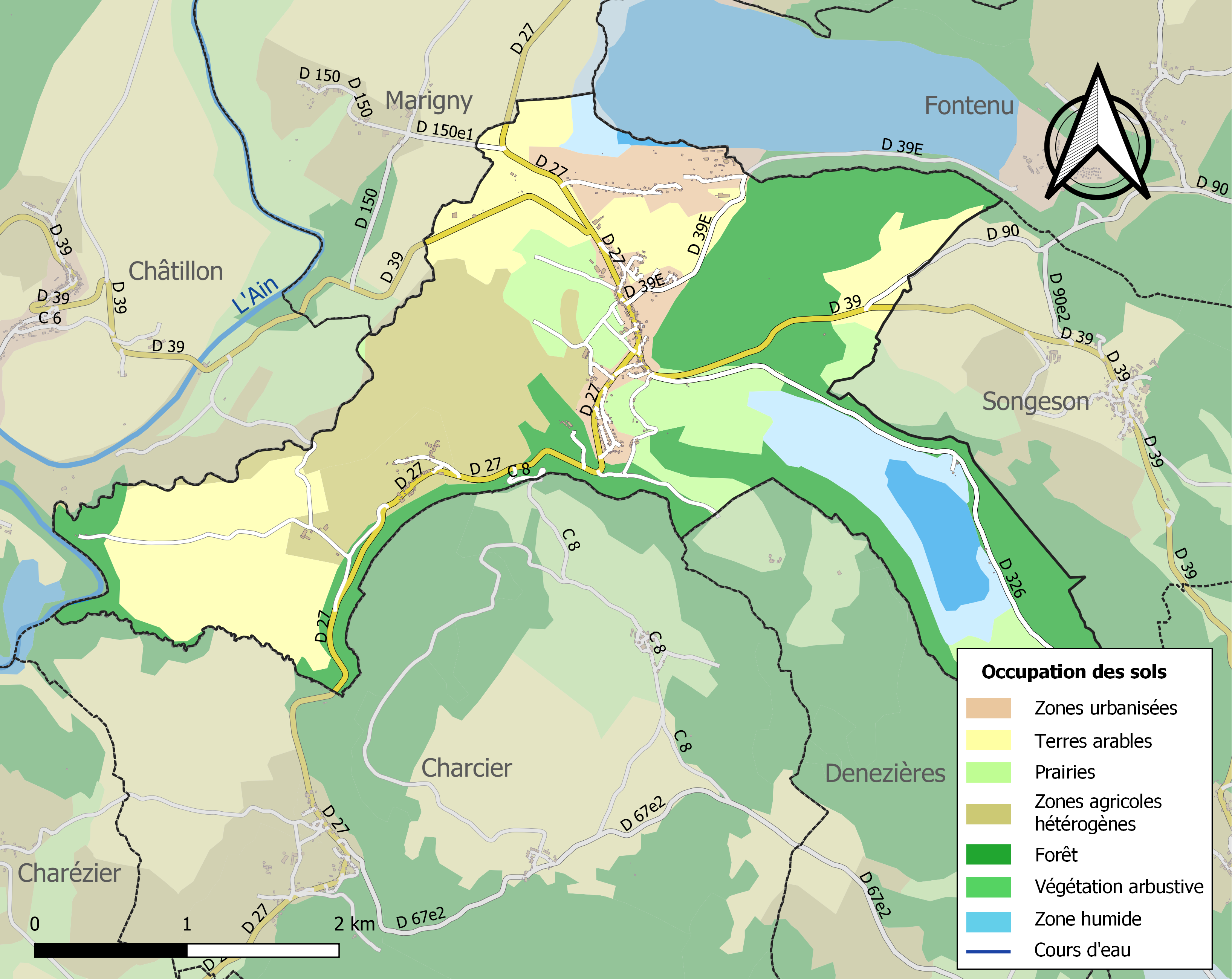
Carte des infrastructures et de l'occupation des sols de la commune en 2018 (CLC).

## Histoire
Modifications administratives : Collondon, commune rattachée à Doucier en 1816 et Chambly, commune rattachée à Doucier en 1822

## Héraldique
| Blason de Doucier | Blason  | Coupé : au 1er de gueules au lion issant d’or, au 2e d’argent à cinq barres de gueules. |
| Blason de Doucier | Détails | Le statut officiel du blason reste à déterminer.                                        |

## Politique et administration
| Période   | Période  | Identité           | Étiquette | Qualité |
| --------- | -------- | ------------------ | --------- | ------- |
| mars 2001 | 2014     | Jean-Pierre Michel | DVG       |         |
| 2014      | 2020     | Isabelle Zeitler   | DVG       |         |
| 2020      | En cours | Nathalie Roux      |           |         |

## Démographie
L'évolution du nombre d'habitants est connue à travers les recensements de la population effectués dans la commune depuis 1793. Pour les communes de moins de 10 000 habitants, une enquête de recensement portant sur toute la population est réalisée tous les cinq ans, les populations de référence des années intermédiaires étant quant à elles estimées par interpolation ou extrapolation. Pour la commune, le premier recensement exhaustif entrant dans le cadre du nouveau dispositif a été réalisé en 2004.

En 2022, la commune comptait 281 habitants, en évolution de −8,17 % par rapport à 2016 (Jura : −0,81 %, France hors Mayotte : +2,11 %).
| 1793 | 1800 | 1806 | 1821 | 1831 | 1836 | 1841 | 1846 | 1851 |
| ---- | ---- | ---- | ---- | ---- | ---- | ---- | ---- | ---- |
| 387  | 353  | 392  | 478  | 551  | 516  | 534  | 544  | 534  |

| 1856 | 1861 | 1866 | 1872 | 1876 | 1881 | 1886 | 1891 | 1896 |
| ---- | ---- | ---- | ---- | ---- | ---- | ---- | ---- | ---- |
| 502  | 512  | 500  | 456  | 452  | 421  | 437  | 409  | 407  |

| 1901 | 1906 | 1911 | 1921 | 1926 | 1931 | 1936 | 1946 | 1954 |
| ---- | ---- | ---- | ---- | ---- | ---- | ---- | ---- | ---- |
| 401  | 342  | 314  | 260  | 280  | 251  | 218  | 236  | 210  |

| 1962 | 1968 | 1975 | 1982 | 1990 | 1999 | 2004 | 2006 | 2009 |
| ---- | ---- | ---- | ---- | ---- | ---- | ---- | ---- | ---- |
| 242  | 224  | 192  | 202  | 231  | 270  | 306  | 318  | 296  |

| 2014 | 2019 | 2022 | - | - | - | - | - | - |
| ---- | ---- | ---- | - | - | - | - | - | - |
| 300  | 281  | 281  | - | - | - | - | - | - |

## Économie
Du fait de sa proximité du Lac de Chalain, des cascades du Herisson ou bien encore du Pic de L'aigle, la principale économie est bien évidemment le tourisme. Doucier compte pas moins de deux campings: camping des mérilles(3étoiles) ainsi que le domaine de Chalain(4étoiles), un hôtel-restaurant Le Comtois, 5 restaurants: Au p'tit creux, La Sarrazine, pizzeria Le Lacustre, Le Bistrot des Lacs et Le Pic Vert, et une base Ulm (Alize ULM:http://www.alize-ulm.com/presentation.htm

## Culture locale et patrimoine

### Lieux et monuments

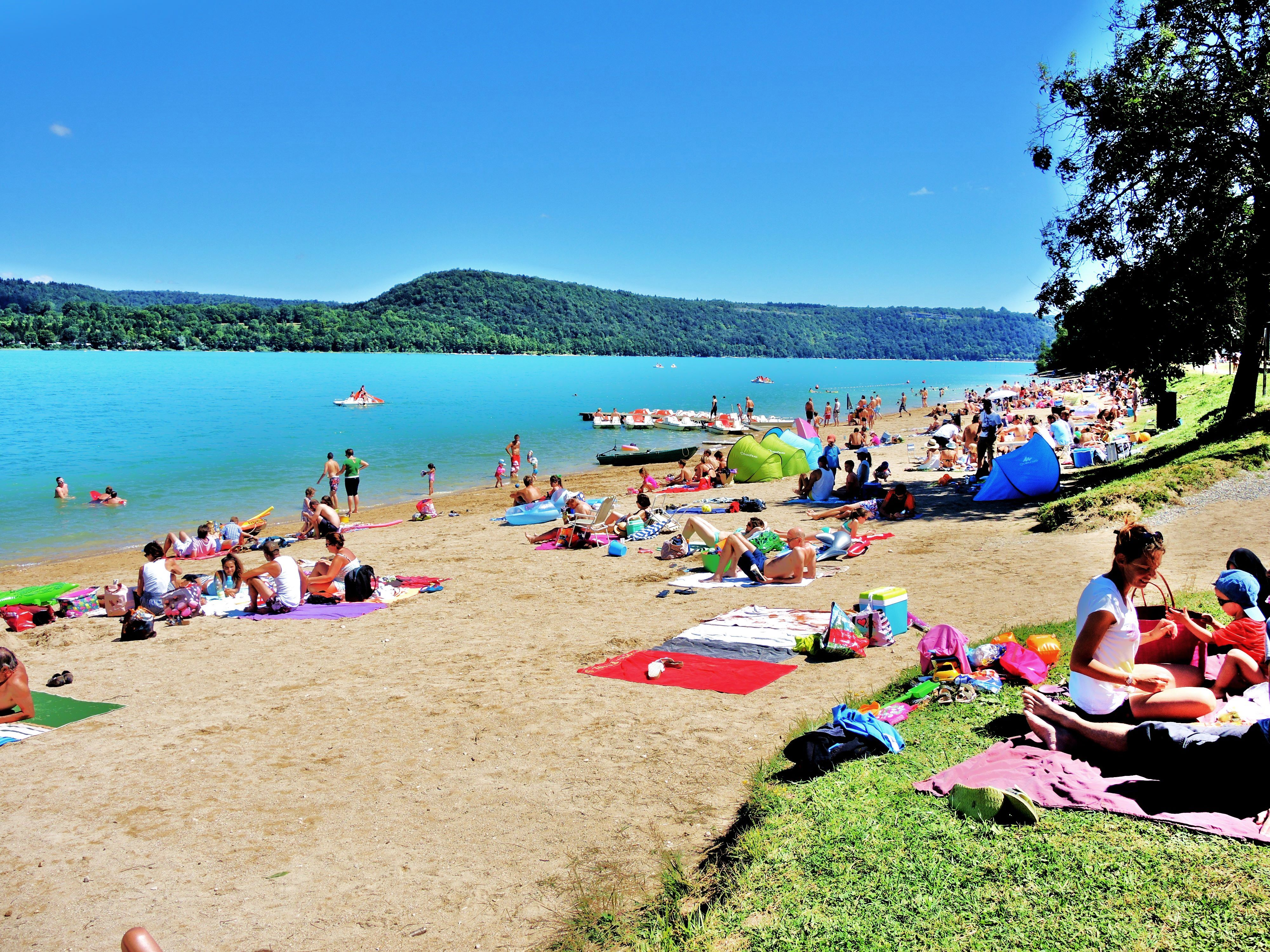
Lac de Chalain.Plage de Doucier en août

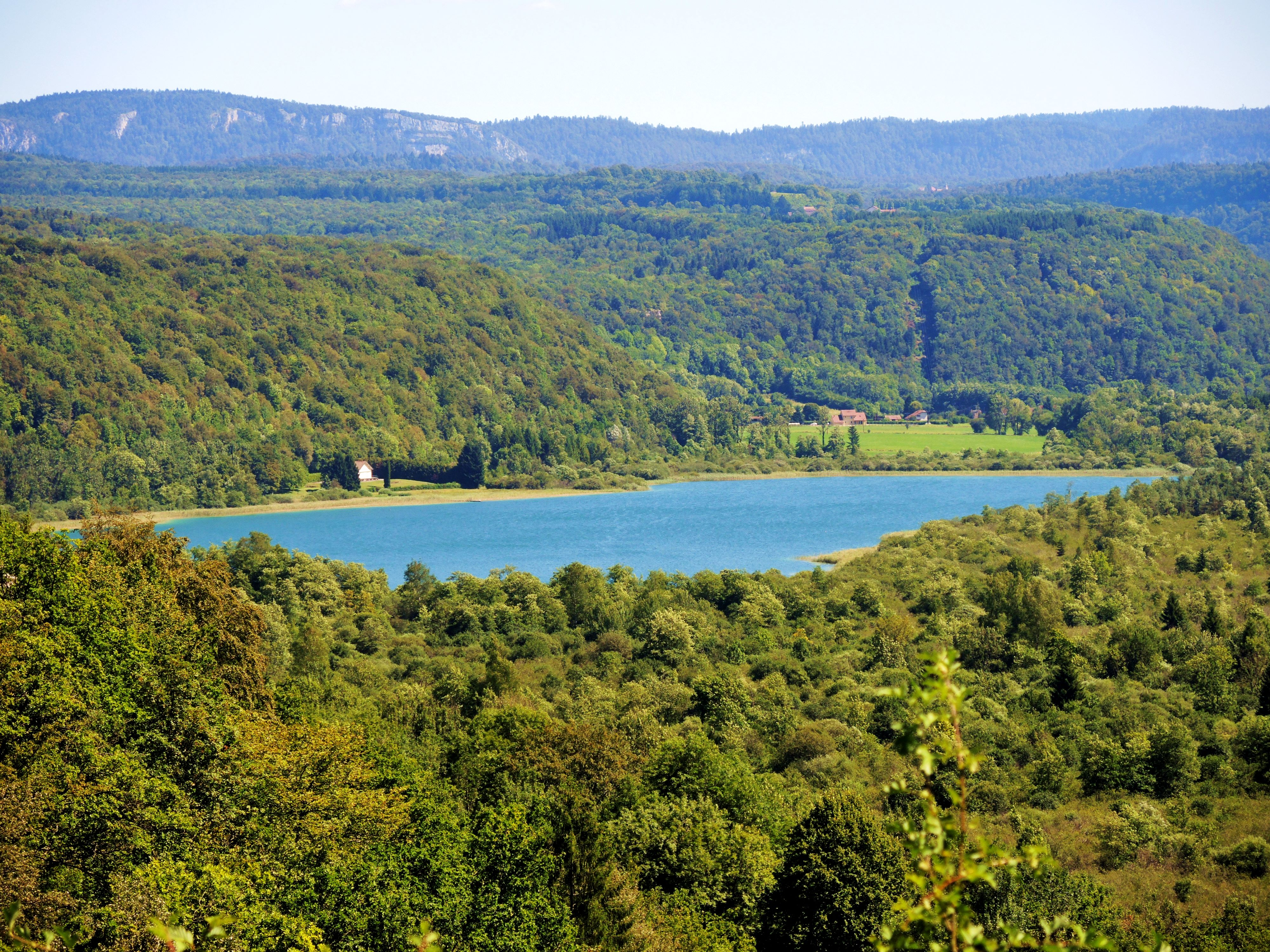
Lac de Chambly

On trouve à proximité du village de nombreux lacs, comme le lac de Chalain sur la commune de Fontenu ou les lacs de Chambly et du Val qui conduisent aux cascades du Hérisson.

### Personnalités liées à la commune
- Guy de Doucier (XIVe siècle), traducteur du Traité de la Consolation de Boèce
- Jean François Putod(1961-), Pilote-remorqueur de l'équipe de France de vol libre aux championnats du monde de vol libre 1997-1998

### Sources
- « Hôtels, restaurants, campings », sur doucier-mairie-jura.com via Internet Archive (consulté le 14 janvier 2024)